# トルコ沿岸警備隊
トルコ沿岸警備隊（-えんがんけいびたい 土: Sahil Güvenlik）は、トルコの沿岸警備隊。密輸の阻止を始め、救難活動、環境保護などトルコ沿岸の安全と治安に責任を持つ。前身はオスマン帝国時代の1859年に設立されている。平時はトルコ内務省の指揮下にあるが、戦時にはトルコ海軍の指揮を受ける。

## 概要
1956年にジャンダルマに統合されたが、1982年にジャンダルマから再分離し、1985年には指揮権が内務省に移管された。
人員は約4,700名で構成され、本部はアンカラにある。トルコ沿岸を黒海、エーゲ海、地中海、海峡部（マルマラ海・ボスポラス海峡など）に4区分し、それぞれに部隊を配置している。特にエーゲ海地区はギリシャとの緊張関係にあるため、その排他的経済水域の確保には、注意が払われている。
52隻の哨戒艇と少数の航空機を保有しており、400トンクラスの新型艇の導入計画がある。哨戒艇の船体色の基調は、白で赤色の帯が付けられている。なお、各哨戒艇は、40mm機銃などの武装が行われている。